# Københavns historie (1992-)
Københavns historie (1992-) er præget af genrejsningen af København efter kriseårene op til midten af 1990'erne.
Der blev forsøgt forskellige tiltag for at sparke liv i byggeriet igen herunder særligt at Folketinget i 1992 vedtog loven om den nye satellitby Ørestad og anlæggelsen af Københavns Metro. I 1990'erne kom der gang i byggeriet igen, og kommunen kom gradvist på fode igen, så den ved udgangen af årtiet var økonomisk sund. I samme årti, som en del af finansieringen af genopretningen afhændede kommunen sine 19.000 lejeboliger, der for manges vedkommende blev omdannet til andelsboliger. Da byen var europæisk kulturby under navnet Kulturby 96, var de gode tider allerede på vej tilbage. Dette var også årtiet, hvor Vesterbro blev saneret; vel at mærke på en meget mere nænsom og bevarende måde end de tidligere saneringer i Indre by og på Nørrebro. Bydelen blev dog efter flere iagttageres mening dog alligevel genstand for gentrificering.
Udflytningen af industrien til forstæderne og udlandet bevirkede at havneaktiviteterne i Københavns Havn var aftagende, og havnen var nu ejer af store tomme arealer langs vandet. Områderne ved Amerika Plads og Kalvebod Brygge var nogle af de første arealer, der blev bebygget med nye kontor- og beboelsesejendomme, hvilket afgørende ændrede byens profil mod havnen. Senere indgik selskabet i en større fusion med bl.a. Ørestadsselskabet, hvor de primære aktiver var en række byggearealer, blev samlet i samme selskab under navnet By & Havn. Flere af de bebyggede områder er blevet kritiseret for at være kedelige og mangle liv, især Kalvebod Brygge og Ørestaden har været udsat for denne kritik. Andre af By & Havns bebyggelser har været udsat for kritik grundet inddragelsen af naturarealer, bl.a. blev By & Havn/kommunen tvunget til at flytte byggeri væk fra strandengen ved Sundby Station grundet folkelig modstand. Udover By og Havns byggerier var der også andre store byggerier i perioden, hvor de største var Øresundsbroen og Cityringen. Øresundsbroen blev åbnet i 2000, hvilket blev begyndelsen på større integration i Øresundsregionen. I begyndelsen var der lidt udfordringer og især beskatning blev diskuteret. SKAT har efterfølgende fået tydeliggjort reglerne og oprettet en særskilt hjemmeside der orienterer om beskatning i Øresundregionen. Cityringen åbnede i 2019 efter ti års anlægsarbejde.
Bevægelsen omkring det i 1982 etablerede Ungdomshus på Jagtvej 69 gav også i denne periode anledning til uro. Selvom en gruppe brugere havde brugsretten til huset, ejede Københavns kommune stadig bygningen frem til 2000, hvor den blev solgt til en privat frikirke, Faderhuset. I 2007 ønskede Faderhuset at tage sin ejendom i besiddelse og politiet ryddede huset. Dette medførte voldsomme uroligheder ved Nørrebrogade og ved Christiania, hvilket ikke var set lignende siden urolighederne den 18. maj 1993 i forbindelse med en EU-afstemning. Efter en del politisk debat og under hårdt pres lovede overborgmester Ritt Bjerregaard at lave et nyt hus til de unge. Denne beslutning blev stærkt kritiseret. Efter etableringen af det nye hus ebbede demonstrationerne langsomt ud, og nogle år senere holdt de helt op. I 2008-2012 var der flere opgør mellem diverse kriminelle grupperinger, hvor unge indvandrere og rockere stod på hver sin side i hvad, der blev kaldt Bandekrigen.
Boligmarkedet i byen var i perioden ca. 2005-2007 præget af en boligboble, som bl.a. skyldtes nem adgang til billig kapital, den delvise fastfrysning af ejendomsskatten og at København efterhånden kom sig over de forudgående års krise. Dette stoppede, som i resten af Danmark, i 2007, hvilket efterfulgtes af et markant fald fra 2007 til 2009. Markedet har siden 2009 været præget af stigende priser og i København ligger priserne i dag (2021) højere end toppen 15 år tidligere. I starten af perioden blev det ligeledes muligt at vurdere andelsboliger efter markedspris. Dette åbnede delvist det ellers lukkede andelsboligmarked op, og andelsboliger omsættes nu oftest i fri handel i stedet for gennem lukkede lister og nogle gange penge under bordet. I bobleperioden var det populært at bosætte sig i Malmø i Sverige og arbejde i København. Grundet de stigende boligpriser var der i perioden meget diskussion, om især politibetjente og sygeplejersker havde råd til at bosætte sig i København. I 2019-2021 var der igen store prisstigninger og nogle politikere talte om yderligere begrænsninger i mulighederne for låneoptagelse, mens andre talte om at det ikke var nødvendigt. Det københavnske arbejdsmarked er i denne periode ligesom resten af landet delt ca. halvt/halvt mellem privat og offentligt ansatte. Den største arbejdsgiver i byen er Københavns kommune med omkring 50.000 ansatte. I alt udgør offentlige og private tjenesteydelser i 2006 38 % af de beskæftigede, herudover finansiering mv. på 21 %, mens industrien på de sidste 100 år er faldet fra ca. 50 % til nu ca. 10 %. Militæret er stort set ikke til stede i byen længere med andet end administration, men fastholder dog Livgardens Kaserne ved Rosenborg Slot. Omkring årtusindeskiftet runder København 1 mio. indbyggere.
I 2020 blev København ligesom resten af Danmark og resten af verden ramt af Coronaviruspandemien. Myndighederne anbefalede hjemmearbejde og lukkede forlystelseslivet ned.
I 2021 står meget af Københavns nye bydel Ørestad færdig og byggeriet i det næste store område i Nordhavn er påbegyndt. En række andre områder som Islands Brygge Syd, Teglholmen, DSB's tidligere grund på Kalvebod Brygge ved Dybbølsbro, Carlsbergs Vores By (på det gamle bryggeriområde i Valby), Irmabyen og forskellige andre byomdannelser i København er igangsat. Nogle af de største byudvidelser nogensinde er planerne om at indvinde land i hhv. det centrale København med Lynetteholmen og i den sydvestlige del med en række kunstige øer ved Avedøre Holme.